# P.C.R. Messina
La Polisportiva Cestistica Riunita Messinese, conosciuta come P.C.R. Messina, è una società di pallacanestro femminile di Messina.
Ha militato per sette stagioni in Serie A1, arrivando fino alle semifinali play-off per lo scudetto.

## Storia
La società Oberdan Messina è stata fondata nel 1968. Negli anni settanta e ottanta aveva disputato due campionati di Serie B e undici campionati di Serie C.
Nel 1988 ripartì come Polisportiva Cestistica Riunita Messinese dalla C con l'abbinamento Rodriquez. In due anni arrivò in Serie A2 e poi retrocesse. In Serie B vinse subito il campionato, poi lottò per i play-off di A2 nel 1992-1993 e l'anno successivo, la squadra fu promossa in Serie A1
Dopo la retrocessione in Serie A2, nel 2002 rinuncia anche alla Serie B e disputa una stagione in Serie C, prima di scomparire.
È stata rifondata nel 2016 da Cristina Correnti per fare attività giovanile e minibasket.

## Cronistoria
| Cronistoria della PCR Messina |
| --- |
| - 1968 · fondazione dell'Oberdan Messina. - 1970-1971 · 3ª in Prima Divisione. - 1971-1972 · 1ª in Prima Divisione, promossa in Promozione. - 1972-1973 · 1ª in Promozione, perde la finale interzonale. - 1973-1974 · 1ª in Promozione, promossa in Serie B. - 1974-1975 · 8ª in Serie B, 6ª nel Girone M di Poule B, retrocessa in Serie C e poi ripescata. - 1975-1976 · 8ª in Serie B, 5ª nel Girone L di Poule B, retrocessa in Serie C. - 1976-1977 · 5ª in Serie C, 3ª in Poule C. - 1977-1978 · 2ª nel Girone A di Poule C. - 1978-1979 · 2ª in Poule C. - 1979-1980 · 6ª in Serie C. - 1980-1981 · 7ª nella prima fase di Serie C, ammessa alla Poule C. - 1981-1982 · 5ª nella prima fase di Serie C, 6ª nel Girone A di Poule B. - 1982-1983 · 8ª nel Girone Q di Serie C, 8ª nella Poule Salvezza, retrocessa in Promozione, poi ripescata. - 1983-1984 · 4ª nella prima fase di Serie C, 7ª nella Poule Promozione. - 1984-1985 · 3ª nella prima fase di Serie C, 6ª nella Poule Promozione. - 1985-1986 · - 1986-1987 · 9ª nel Girone M di Serie C. - 1987-1988 · 7ª nel Girone M di Serie C. - 1988 · l'Oberdan Messina riparte come PCR Messina. - 1988-1989 · 1ª in Serie C, vince i play-off, promossa in Serie B. - 1989-1990 · 1ª in Serie B, vince i play-off, promossa in Serie A2. - 1990-1991 · 12ª nel Girone Sud di Serie A2, retrocessa in Serie B. - 1991-1992 · 1ª in Serie B, vince i play-off, promossa in Serie A2. - 1992-1993 · 3ª nel Girone B di Serie A2. - 1993-1994 · 1ª nel Girone B di Serie A2, promossa in Serie A1. - 1994-1995 · 4ª in Serie A1, semifinalista play-off. - 1995-1996 · 5ª in Serie A1. Ottavi di finale di Coppa Ronchetti. - 1996-1997 · 5ª in Serie A1, quarti dei play-off. Ottavi di finale di Coppa Ronchetti. - 1997-1998 · 9ª in Serie A1, salva ai play-out. Fase a gironi di Coppa Ronchetti. - 1998-1999 · 10ª in Serie A1, quarti dei play-off. - 1999-2000 · 9ª in Serie A1, ottavi dei play-off. - 2000-2001 · 14ª in Serie A1, retrocessa in Serie A2. - 2001-2002 · 12ª nel Girone B di Serie A2, 6ª nel Girone 1 di Poule Retrocessione, retrocede in Serie B e poi rinuncia. - 2002-2003 · partecipa alla Serie C, poi si scioglie. - 2016 · rifondazione della società, che partecipa ai campionati giovanili. |